# Протокол собрания
Протокол (Стенограмма) — это письменный документ, отражающий ход общественного собрания или слушания.
Протокол, содержащий дословную запись выступлений участников собрания или слушания, может также называться стенограммой.

## Ведение протокола
Как правило, протокол ведется во время заседания секретарем, при ведении протокола может использоваться стенография, звукозаписывающее оборудование или видеосъёмка. После окончания собрания оформленный протокол сообщается участникам собрания и другим заинтересованным лицам. Некоторые организации используют для ведения протоколов программные средства распознавания речи в реальном времени.
Степень подробности протокола определяется регламентом собрания. В большинстве случаев протокол может содержать лишь перечень вопросов, основные тезисы выступлений и принятые решения. Однако, в ряде случаев дословная запись всех выступлений на собрании может оказаться совершенно необходимой. Протоколы заседаний законодательных органов, судебных инстанций, советов директоров компаний являются важными юридическими документами и сохраняются в архивах.

## Форма протокола
Как правило, заголовок протокола содержит название собрания или организации (например, «Протокол собрания совета директоров»), дату собрания, место, список участников, повестку дня и время объявления собрания открытым. Участникам собрания могут быть присвоены сокращения для дальнейшего использования в тексте протокола (Иван Петрович Сергеев может быть обозначен как С, ИС или ИПС).
В сокращенной форме протокола (так называемая форма «слушали-постановили») далее перечисляются основные вопросы собрания, принятые по ним решения и результаты голосования. При необходимости протокол может быть сделан более подробным, вплоть до дословного, включая описание событий в зале собрания.
Поскольку основной функцией протокола является документальная фиксация принятых решений, любая форма протокола должна содержать все основные вопросы собрания и принятые по ним решения. Также в протокол обязательно заносятся выданные поручения (формулировки вида «Поручить И. П. Сергееву разработать план организации филиала компании»). Более подробные формы протокола могут содержать также дополнительные, побочные и другие виды вопросов, решаемых на собрании. При поименном голосовании его результаты полностью отражаются в протоколе.
Подготовленный по итогам собрания проект протокола, как правило, подписывается секретарем собрания и утверждается председателем. Некоторые сборники регламента требуют, чтобы протокол утверждался участниками собрания, либо путём сбора подписей, либо путём голосования на следующем собрании.